# Liu Xinwu
Liu Xinwu (född 1942) är en kinesisk författare. Hans föddes i Chengdu, Sichuanprovinsen. Snart flyttade familjen till Chongqing i samma provins. Hans far var tulltjänsteman. 1949 flyttade familjen till Peking.

## Verk översatt till svenska
- Jag älskar varje grönt blad och Klassföreståndaren i antologin "Varje grönt blad", 1980
- Ingen tid att sucka i "5 kineser", 1980

## Verk översatta till engelska
Wake up, my brother! I "The Wounded", Hongkong 1979